# 夏河ゆら
夏河 ゆら（なつかわ ゆら、12月26日 - ）は、元宝塚歌劇団月組の女役。元月組組長。
兵庫県西宮市、甲陵中学校出身。身長162cm。愛称は「ゆら」。

## 来歴
1983年、宝塚音楽学校入学。
1985年、宝塚歌劇団に71期生として入団。花組公演「愛あれば命は永遠に」で初舞台。その後、月組に配属。
1998年1月1日付で、宙組創設に伴う発足メンバーとして宙組へ組替えとなるが、同年12月26日付で再び月組へ組替えとなる。
2000年8月22日付で月組副組長に就任。
2002年5月7日付で月組組長に就任。
2006年8月20日、「暁のローマ／レ・ビジュー・ブリアン」東京公演千秋楽をもって、宝塚歌劇団を退団。

## 宝塚歌劇団時代の主な舞台

### 初舞台
- 1985年3 - 5月、花組『愛あれば命は永遠に』（宝塚大劇場のみ）

### 月組時代
- 1989年5月、『新源氏物語』新人公演：中将の君（本役：羽根知里）／『ザ・ドリーマー』
- 1989年10月、『宝塚をどり賛歌』／『タカラヅカ・フォーエバー』（ニューヨーク公演）
- 1989年11月、『シャンテ・シャンテ・シャンテ』（バウ）
- 1990年2月、『大いなる遺産』新人公演：ミス・ハヴィシャム（本役：邦なつき）／『ザ・モダーン』
- 1991年3月、『ベルサイユのばら -オスカル編-』新人公演：ジャルジェ夫人（本役：矢代鴻）
- 1991年9月、『銀の狼』新人公演：ソフィー（本役：京三紗）／『ブレイク・ザ・ボーダー』
- 1992年1月、『珈琲カルナバル』新人公演：ガブリエラ（本役：高ひづる）／『夢・フラグランス』
- 1992年12月、『TAKARAZUKA 夢』（シアタードラマシティ）
- 1994年2月、『たけくらべ』（バウ）なつ、朗読
- 1994年7月、『花扇抄』／『扉のこちら』／『ミリオン・ドリームズ』（ロンドン公演）
- 1994年8月、『WANTED』（バウ）オルタンス
- 1994年11月、『エールの残照』モーリン／『TAKARAZUKA・オーレ!』（東宝）
- 1994年12月、『ローン・ウルフ』（バウ・東京特別・名古屋特別）ローザ
- 1995年3月、『Beautiful Tomorrow!』（バウ）
- 1995年4月、『結末のかなた』（バウ・東京特別・名古屋特別）羽乃記者
- 1995年6月、『ハードボイルドエッグ』パメラ／『EXOTICA!』（東宝）
- 1995年8月、『ME AND MY GIRL』ブラウン夫人
- 1996年2月、『訪問者』（バウ・東京特別）お牧、マダムルノー
- 1996年3月、『CAN-CAN』ガブリエル／『マンハッタン不夜城 -王様の休日-』
- 1996年9月、『チェーザレ・ボルジア』カテリーナ／『プレスティージュ』
- 1996年12月、『バロンの末裔』シャーロット／『グランド・ベル・フォリー』
- 1997年2月、『Non-STOP!! -午前0時に幕は開く-』（バウ・東京特別）ヒップバーン
- 1997年6月、『EL DORADO』コンチータ
- 1997年9月、『チェーザレ・ボルジア』カテリーナ／『プレスティージュ』（全国ツアー）

### 宙組時代
- 1998年1月、『夢幻宝寿頌』／『This is TAKARAZUKA!』（香港）
- 1998年3月、『エクスカリバー』モーガン／『シトラスの風』
- 1998年10月、『エリザベート -愛と死の輪舞-』マデレーネ

### 月組時代
- 1999年3月、『うたかたの恋』エリザベート皇后／『ミリオン・ドリームズ』（全国ツアー）
- 1999年5月、『螺旋のオルフェ』ドミニク／『ノバ・ボサ・ノバ』
- 1999年7月、『十二夜 -またはお望みのもの-』（バウ）オリヴァ
- 1999年10月、『夢幻花絵巻』／『ブラボー!タカラヅカ』（北京・上海）
- 1999年11月、『うたかたの恋』エリザベート皇后／『ブラボー!タカラヅカ』（全国ツアー）
- 2000年2月、『LUNA』ポーラ／『BLUE MOON BLUE』
- 2000年8月、『LUNA』ポーラ／『BLUE MOON BLUE』（博多座）
- 2000年9月、『ゼンダ城の虜』ヘルガ／『ジャズ・マニア』
- 2001年1月、『いますみれ花咲く』／『愛のソナタ』アンニーナ
- 2001年3月、『Practical Joke （ワルフザケ）ってことにしといてくれよ』（シアタードラマシティ・東京特別）ジェレミー
- 2001年5月、『愛のソナタ』アンニーナ／『ESP!!』
- 2001年8月、『大海賊 -復讐のカリブ海-』イスメラルダ夫人、酒場の女アルマ／『ジャズマニア』
- 2001年10月、『大海賊 -復讐のカリブ海-』イスメラルダ、アルマ／『ジャズマニア』（全国ツアー）
- 2002年1月、『ガイズ&ドールズ』カートライト将軍
- 2002年6月、『サラン・愛』崔明玉／『ジャズ・マニア』（全国ツアー）
- 2002年8月、『長い春の果てに』イボンヌ／『With a song in my heart』
- 2003年2月、『長い春の果てに』イボンヌ／『With a song in my heart』（中日）
- 2003年4月、『花の宝塚風土記 -春の踊り-』／『シニョール ドン・ファン』ルッチラ
- 2003年9月、『Lica-Rika／L.R』（東京特別・シアタードラマシティ）
- 2003年11月、『薔薇の封印』マリア、マダム・ヘルガ
- 2004年4月、『愛しき人よ』（バウ・東京特別）一乃宮若菜
- 2004年6月、『飛鳥夕映え』皇極帝／『タカラヅカ絢爛Ⅱ -灼熱のカリビアン・ナイト-』オバタラ
- 2005年2月、『エリザベート』ルドヴィカ
- 2005年9月、『JAZZYな妖精たち』サラ／『REVUE OF DREAMS』
- 2006年1月、『あかねさす紫の花』舟坂郎女／『REVUE OF DREAMS』（中日）
- 2006年5月、『暁のローマ』カーミアン／『レ・ビジュー・ブリアン』 退団公演